# Kapaklıkaya
Kapaklıkaya ist ein Dorf im Landkreis Yıldızeli der türkischen Provinz Sivas. Kapaklıkaya liegt etwa 62 km südwestlich der Provinzhauptstadt Sivas und 31 km südwestlich von Yıldızeli. Kapaklıkaya hatte laut der letzten Volkszählung 126 Einwohner (Stand Ende Dezember 2010). Die Bevölkerung besteht hauptsächlich aus Osseten und Türken.